# Clubiona canadensis
Clubiona canadensis es una especie de araña araneomorfa del género Clubiona, familia Clubionidae. Fue descrita científicamente por Emerton en 1890.
Habita en los Estados Unidos y Canadá.